# Свети Спиридон (Костур)
„Свети Спиридон“ (на гръцки: Ιερός Ναός Αγίου Σπυρίδωνος) е късносредновековна православна църква в град Костур (Кастория), Егейска Македония, Гърция.

## Местположение
Храмът е разположен северно от Трета гимназия и южно от старата къща на Георгиос Франгос. Традиционно принадлежи към енорията „Света Богородица Елеуса“.

## История
Изграждането му е в две фази – първата е от втората половина на XV век, а втората е от 20-те години XX век.

## Вътрешна украса
Иконите в стария храм са от слаб зограф, непритежаващ техниката от класическия костурски период. При разрушаването на стария храм част от стенописите са запазени в Костурския византийски музей. Тъй като в началото на XX век съседният храм „Света Варвара“ става опасен в „Свети Спиридон“ са пренесени големите икони на Света Богородица, Христос, Свети Дамаскин и Свети Сава. Иконостасът е малък, резбован и е с високо художествено ниво. Очевидно е пренесен от църква, посветена на Йоан Кръстител, тъй като на мястото на покровителя на църквата до царската икона на Света Богородица не е икона на Свети Спиридон, а на Йоан Предтеча. Под четирите царски икони – Йоан Кръстител, Богородица, Исус Христос и Архангел Михаил – е резбована сцената с обезглавяването на Йоан Кръстител, както и сцени с ангели и цветя.
Стенописите са от края на XV век, дело на водещото ателие на Костурската художествена школа от този период, към чиито произведения се включват стенописите в „Свети Николай Евпраксиин“ в Костур (1485/1486), в католикона на манастира „Преображение Господне“, Метеора (1483), част от живописта в католикона „Успение Богородично“ на манастира Трескавец (1483/1484) и в „Свети Никита“ при скопското село Чучер (1483/1484), както и фрагментите в църквата „Св. св. Петър и Павел“ в Либаново (1485).